# Ricardo Alonso García
Ricardo Alonso García (Madrid, 1962) es un jurista y académico español, actual Director de la Escuela de Práctica Jurídica de la Facultad de Derecho (Universidad Complutense de Madrid).

## Biografía

### Carrera académica
Tras licenciarse (1985) en la Facultad de Derecho de la Universidad Complutense de Madrid, realizó el doctorado (1988) por dicha Universidad. Su Tesis, galardonada con el Premio Extraordinario y considerada una de las obras pioneras sobre el Derecho Comunitario en el panorama jurídico español, fue publicada en 1989 con el título Derecho comunitario, Derechos nacionales y Derecho común europeo. 
Es catedrático de Derecho Administrativo y de la Unión Europea de la Facultad de Derecho de la Universidad Complutense de Madrid, de la que fue Decano entre 2016 y 2025.Bajo su mandato, impulsó diversos encuentros científicos, estableciendo lazos con destacadas instituciones, especialmente del ámbito judicial. Entre ellos destacan: el Primero, Cuarto y Quinto Seminario de la Unión Iberoamericana de Universidades y Cortes Supremas (2017, 2022 y 2023), y el XL Aniversario de la Corte Interamericana de Derechos Humanos (2018).
Ha impartido conferencias en prestigiosos foros judiciales y cursos de postgrado en Universidades europeas y latinoamericanas, incluido el Instituto de Derecho Europeo de Florencia. Está considerado uno de los académicos de referencia en Derecho europeo.

## Premios y distinciones
Ha sido merecedor de destacados premios por su obra académica y científica. Entre ellos:
- Premio Rafael Martínez Emperador, otorgado por el Consejo General del Poder Judicial (2002)[8]
- Premio de Estudios Jurídicos Europeos Eduardo García de Enterría (2015)[9]
- Medalla Rosalba del Mercosur[10]
- Doctor honoris causa por varias Universidades, entre las que destacan la de Buenos Aires y la Nacional de Córdoba (Argentina), Nacional Mayor de San Marcos,[11]San Martín de Porres[12]y Católica de Santa Maria.[13](Perú), Mayor De San Simón [14](Bolivia) y Del Estado del Amazonas[15] (Brasil).
- Académico de Número de la Real Academia de Jurisprudencia y Legislación (medalla nº 38)[16]
- Presea Aequitas de la Universidad Nacional Autónoma de México.[17]
- Medalla Gabriela Mistral del Parlamento Andino[18]
- Medalla de Honor del Ilustre Colegio de la Abogacía de Madrid,[19] de México,[20] de Lima y de Arequipa.[21]

## Publicaciones
- Derecho Comunitario: Sistema constitucional y administrativo de la Comunidad Europea, Editorial Centro de Estudios Ramón Areces, Madrid, 1994. ISBN 84-8004-140-4
- NAFTA, Mercosur y Comunidad Europea: Solución de controversias e interpretación uniforme, Revista Española de Derecho Constitucional, Madrid, 1997.
- La responsabilidad de los Estados miembros por infracción del Derecho comunitario, Cuadernos de Estudios Europeos, n.° 18, cívitas/Fundación Universidad-Empresa, Madrid, 1997.
- Sistema Jurídico de la Unión Europea, Editorial Civitas, Madrid, 2014. ISBN 978-84-470-4945-5
- Las sentencias básicas del Tribunal de Justicia de la Unión Europea, Estudios Preliminares a las sucesivas reformas de los Tratados comunitarios publicadas por Thomson Reuters Civitas (Maastricht, Ámsterdam, Niza y Lisboa), 2014. ISBN 9788447048892
- Código de la Unión Europea, editado junto con Eduardo García de Enterría y Antonio Tizzano, Editorial Civitas, Madrid, 2013. ISBN	9788447042784
- Administración y Justicia: un análisis jurisprudencial. Homenaje a Tomás Ramón Fernandez. Editorial Civitas, Madrid, 2012. ISBN 978-84-470-3898-5
- Sistema europeo de Fuentes: Sombras, lagunas, Imperfecciones. Editorial Fundación Coloquio Jurídico Europeo, Madrid, 2022. ISBN 9788409269679